# 브라이언 게러티
브라이언 게러티(Brian Geraghty, 1975년 5월 13일 ~ )는 미국의 배우이다.

## 출연 작품
- 허트 로커